# Parc des Sports (Genève)
Het Parc des Sports was een voetbalstadion in Les Charmilles een wijk van Genève in Zwitserland. Er werden tevens andere sporten beoefend.

## Geschiedenis
Het Parc des Sports was oorspronkelijk een braakliggend terrein dat steeds meer en meer sporten ging herbergen. Op 1 april 1899 werd er een golfclub geopend, er was een tennisclub gevestigd en in 1902 werd eindelijk het stadion gebouwd waar een tribune voor vrouwen en mannen was. Oorspronkelijk speelden er twee voetbalclubs (Servette en Stellula FC) en werd het nog gebruikt voor rugbywedstrijden. Er was plaats voor een kleine 900 personen waar voorheen slechts plaats was voor 250 personen op de tribunes – hoeveel plaats er in totaal was, is niet geweten; maar er werden wedstrijden georganiseerd met meer dan 3000 mensen. Er werden ook atletiekmeetings georganiseerd.
Er werden ook meerdere wedstrijden gespeeld door het nationale team. Om verwarring te vermijden met het Parc des Sports van FC La Chaux-de-Fonds werd het soms ook "Parc des Sports des Charmilles" genoemd.
In 1929 werden er plannen gemaakt voor een nieuw stadion om het verouderde Parc des Sport te vervangen, het Stade des Charmilles. Het zou aan meer dan 25.000 mensen plaats bieden en gefinancierd worden door de staat en stad als lening aan Servette over 25 jaar, ze betaalden elk 55.000 frank. In de ruil daarvoor moest Servette het stadion een aantal dagen per jaar afstaan voor evenementen.